# Estônia sueca
| Domínio da Suécia           |                             |   |
| \| ← \| 1561 — 1721 \| → \| |                             |   |
|                             |                             |   |
| Bandeira                    | Brasão                      |   |
| Capital                     | Reval 59° 26' N, 24° 45' E  |   |
| Línguas oficiais            | Alemão, Estoniano , Sueco   |   |
| Religião oficial            | luteranismo                 |   |
| Forma de governo            | Principado                  |   |
| Governador Geral da Estônia |                             |   |
| - 1674–81                   | Anders Torstenson           |   |
| - 1687–1704                 | Axel Julius De la Gardie    |   |
| - 1704–06                   | Wolmar von Schlippenbach    |   |
| - 1706–09                   | Niels Stromberg af Clastorp |   |
| - 1709–10                   | Carl Gustaf von Nieroth     |   |
| História                    |                             |   |
| - Estabelecido              | 6 de Junho de 1561          |   |
| - Tratado de Nystad         | 10 de Setembro de 1721      |   |
| ←                           | 1561 — 1721                 | → |

A Estônia foi um domínio sueco de 1561 até 1719, quando ele foi cedido ao Império russo, em virtude da derrota na Grande Guerra do Norte. O domínio compreendia a atual parte norte da Estônia, que eram unidas pela lei sueca em 1561. A cidade de Tallinn e as regiões de Harjumaa, Virumaa do Oeste, Raplamaa e Järvamaa se renderam em 1561, e a região de Läänemaa foi conquistada em 1581.

## Governadores-Gerais da Estônia
- Anders Torstenson (1674-1681)
- Axel Julius De la Gardie (1687-1704)
- Wolmar Anton von Schlippenbach (1704-1706)
- Niels Jonsson Stromberg af Clastorp (1706-1709)
- Carl Gustaf von Nieroth (1709-1710)